# 엷은색날개개닮은박쥐
엷은색날개개닮은박쥐(Peropteryx pallidoptera)는 대꼬리박쥐과에 속하는 박쥐의 일종이다. 남아메리카에 분포한다.

## 특징
작은 박쥐로 몸길이는 57~67mm이고, 전완장은 39~43mm, 꼬리 길이는 11~15mm, 발 길이는 8~10mm, 귀 길이는 15~17mm에 몸무게는 최대 6g 정도이다.

## 분포 및 서식지
에콰도르 동부와 페루 그리고 브라질 파라 주 북부 지역에 널리 분포한다. 해수면부터 해발 400m 사이의 숲에서 서식한다.